# Осташковичский сельсовет
Осташковичский сельсовет (бел. Аста́шкавіцкі сельсавет) — административная единица на территории Светлогорского района Гомельской области Республики Беларусь. Административный центр — агрогородок Осташковичи.

## История
В 2006 году деревня Осиновка включена в состав Сосновоборского поселкового Совета депутатов.
В 2009 году в состав Осташковичского сельсовета включены деревни Чкалово и Пожихарь, входившие в состав Боровиковского сельсовета.

## Состав
Осташковичский сельсовет включает 7 населённых пунктов:
- Высокий Борок — деревня
- Карповичи — деревня
- Останковичи — деревня
- Осташковичи — агрогородок
- Пожихарь — деревня
- Славань — деревня
- Чкалово — деревня